# すいすい Sweet 〜あまい恋の見つけ方〜
『すいすい Sweet あまい恋のみつけ方』（すいすい すいーと あまいこいのみつけかた）は、2003年12月25日にスターフィッシュから発売されたPlayStation 2用恋愛アドベンチャーゲーム。

## 概要
PC用ソフトで発売された『すいすい Sweet』のリメイク作。

新ストーリー、新グラフィック、キャラクターボイスが追加された。

## 登場人物
浅見 真琴（ときわ まこと）
声 - しまだかおり
主人公の義理の妹。
常盤 京香（ときわ きょうか）
声 - 安西なをみ
主人公の従姉。
宮下 美帆（みやした まほ）
声 - 三間はるな
主人公の後輩、真琴の同級生。
城ヶ崎 遊美（きのさき ゆみ）
声 - 向井智子

有馬 千秋（ありま ちあき）
声 - とだじゅん
主人公の幼稚園のころからの幼なじみ。

### その他
青木 祥子
声 - 牧之瀬ゆい
京香のいとこで甘味処「わらび庵」で働いている。